# 한국채소소믈리에협회
한국채소소믈리에협회는 채소·과일의 맛과 본연의 가치를 학습하고, 전달하는 전문가(채소 소믈리에)로 구성하여, 올바르고 건강한 채소 식생활을 실천 및 관련산업 발전과 국민 건강증진을 도모하기 위하여 2011년 11월 10일 설립 허가된 대한민국 농림수산식품부 소관의 사단법인이다. 사무실은 서울특별시 강남구 신사동 528번지 보암빌딩 6044호에 있다업
- 채소 및 과일과 연관된 각종 산업에 대한 연구 및 홍보활동
- 채소 소믈리에와 관련된 지식정보지 및 관련서적 발간
- 기타 목적 달성에 필요한 사업